# Bintoyo
Bintoyo is een bestuurslaag in het regentschap Ngawi van de provincie Oost-Java, Indonesië. Bintoyo telt 1629 inwoners (volkstelling 2010).